# Karaktersom
In de analytische getaltheorie, een deelgebied van de wiskunde, is een karaktersom een som
{\displaystyle \Sigma \chi (n)\,}
van waarden van een Dirichlet-karakter χ modulo N, genomen over een gegeven bereik van waarden van n. Dergelijke sommen zijn basaal in een aantal vragen, bijvoorbeeld in de verdeling van kwadratische residuen, en met name in het klassieke probleem van het vinden van een bovengrens voor het minst kwadratische niet-residu modulo N. Karaktersommen zijn vaak nauw verbonden met exponentiële sommen door de Gauss-sommen (dit is als een eindige Mellin-transformatie).